# Rhinaplomyia emporomyioides
Rhinaplomyia emporomyioides là một loài ruồi trong họ Tachinidae.